# Großer Preis von Belgien 1992
Der Große Preis von Belgien 1992 (offiziell L Grand Prix de Belgique) fand am 30. August auf dem Circuit de Spa-Francorchamps in der Nähe von Spa statt und war das zwölfte Rennen der Formel-1-Weltmeisterschaft 1992.

## Berichte

### Hintergrund
Aus finanziellen Gründen entschied sich das Traditionsteam Brabham für einen sofortigen und dauerhaften Rückzug aus der Formel 1.
Zugunsten des Debütanten Emanuele Naspetti, der Sponsorengelder mitbrachte, musste Paul Belmondo seinen Platz bei March räumen. Christian Fittipaldi kehrte nach mehrwöchiger verletzungsbedingter Pause anstelle des Ersatzfahrers Alessandro Zanardi ins Minardi-Team zurück.
Die Scuderia Ferrari brachte ein Exemplar einer weiterentwickelten Version des F92A an den Start. Der Wagen trug die Bezeichnung F92AT und wurde von Jean Alesi pilotiert.
Das italienische Team Andrea Moda Formula war hier letztmals bei einem Großen Preis anwesend. In der Nacht von Freitag auf Samstag wurde der Teamchef Andrea Sassetti von der belgischen Polizei wegen des Verdachts auf Scheckbetrug verhaftet. Daraufhin schloss die FISA das Team von der weiteren Teilnahme an der Weltmeisterschaft aus.
Nach dem Großen Preis von Ungarn stand Nigel Mansell bereits nach elf von 16 Rennen als Weltmeister fest.
Mit Ayrton Senna (fünfmal), Mansell und Michele Alboreto (jeweils einmal) traten drei ehemalige Sieger zu diesem Grand Prix an. Alboreto gewann dabei den Großen Preis von Belgien als dieser in Zolder ausgetragen wurde.

### Training
Infolge des Rückzugs von Brabham umfasste die Meldeliste genau 30 Piloten. Da dies die zulässige Maximalzahl für die Teilnahme an den Trainings war, konnte auf eine Vorqualifikation verzichtet werden.
Während des ersten freien Trainings am Freitagvormittag verunglückte Érik Comas in der schnellen Blanchimont-Kurve so schwer, dass er für 17 Minuten das Bewusstsein verlor. Er nahm nicht am weiteren Verlauf des Rennwochenendes teil.
Mansell sicherte sich seine zehnte Pole-Position des Jahres vor Senna, Michael Schumacher, Riccardo Patrese, Alesi und Gerhard Berger. Thierry Boutsen und Mika Häkkinen bildeten die vierte Startreihe vor Martin Brundle und Johnny Herbert.
Die während des ersten Qualifikationsdurchgangs am Freitag erzielten Rundenbestzeiten konnten am Samstag aufgrund von Regen nicht mehr unterboten werden. Trotzdem gingen einige Piloten auf die Strecke, um das Verhalten ihrer Fahrzeuge auf Regenreifen zu testen. Dies führte zu zwei weiteren schweren Unfällen von Berger und Pierluigi Martini, die jeweils durch Aquaplaning verursacht wurden. Beide Piloten blieben allerdings unverletzt.

### Rennen
Während Senna vor Mansell und Patrese in Führung ging, kam es an Bergers McLaren MP4/7A zu einem Kupplungsdefekt. Den nachfolgenden Piloten gelang es jedoch, dem stehengebliebenen Wagen rechtzeitig auszuweichen. In der zweiten Runde zog Mansell in der Blanchimont-Kurve an Senna vorbei.
Als es nach wenigen Minuten zu regnen begann, steuerte Mansell als einer der ersten die Box an, um Regenreifen montieren zu lassen. Patrese, der kurz zuvor ebenfalls Senna überholt hatte, gelangte dadurch in Führung. Als auch er zum Reifenwechsel in die Boxengasse abbog, übernahm Senna, der darauf spekulierte, dass der Regen nur kurz anhalten würde, die Spitzenposition. Da sich dies als nicht zutreffend herausstellte, ließ auch er nach zehn Runden seine Reifen wechseln, wodurch Mansell wieder in Führung gelangte. Patrese folgte auf dem zweiten Rang vor Schumacher.
Als die Strecke zunehmend abtrocknete, beschloss Schumacher in Runde 30 nach einem kleinen Fahrfehler im Bereich Stavelot, wieder auf Slicks zu wechseln. Die beiden Williams-Piloten reagierten zunächst nicht darauf und verloren mit ihren verschlissenen Regenreifen Zeit gegenüber Schumacher. Dieser übernahm in der 34. Runde die Führung vor den beiden. Sein Teamkollege Brundle lag auf dem vierten Rang vor Häkkinen und Senna. Wegen eines Defektes am Auspuff seines Wagens fiel Mansell gegenüber dem Führenden Schumacher weiter zurück. Patrese hatte mit einem ähnlichen Problem zu kämpfen, konnte den dritten Rang aber dennoch gegenüber Brundle verteidigen. In der drittletzten Runde überholte Senna Häkkinen und lag damit an fünfter Position.
Schumacher erzielte seinen ersten von insgesamt 91 Grand-Prix-Siegen und das Williams-Team sicherte sich die Konstrukteurs-Weltmeisterschaft 1992.

## Meldeliste
| Team                           | Nr. | Fahrer               | Chassis          | Motor                       | Reifen |
| ------------------------------ | --- | -------------------- | ---------------- | --------------------------- | ------ |
| Honda Marlboro McLaren         | 01  | Ayrton Senna         | McLaren MP4/7A   | Honda RA122E 3.5 V12        | G      |
| Honda Marlboro McLaren         | 02  | Gerhard Berger       | McLaren MP4/7A   | Honda RA122E 3.5 V12        | G      |
| Tyrrell Racing Organisation    | 03  | Olivier Grouillard   | Tyrrell 020B     | Ilmor 2175A 3.5 V10         | G      |
| Tyrrell Racing Organisation    | 04  | Andrea de Cesaris    | Tyrrell 020B     | Ilmor 2175A 3.5 V10         | G      |
| Canon Williams Team            | 05  | Nigel Mansell        | Williams FW14B   | Renault RS3C 3.5 V10        | G      |
| Canon Williams Team            | 06  | Riccardo Patrese     | Williams FW14B   | Renault RS3C 3.5 V10        | G      |
| Footwork Mugen Honda           | 09  | Michele Alboreto     | Footwork FA13    | Mugen-Honda MF-351H 3.5 V10 | G      |
| Footwork Mugen Honda           | 10  | Aguri Suzuki         | Footwork FA13    | Mugen-Honda MF-351H 3.5 V10 | G      |
| Team Lotus                     | 11  | Mika Häkkinen        | Lotus 107        | Ford Cosworth HB 3.5 V8     | G      |
| Team Lotus                     | 12  | Johnny Herbert       | Lotus 107        | Ford Cosworth HB 3.5 V8     | G      |
| Fondmetal                      | 14  | Eric van de Poele    | Fondmetal GR02   | Ford Cosworth HB 3.5 V8     | G      |
| Fondmetal                      | 15  | Gabriele Tarquini    | Fondmetal GR02   | Ford Cosworth HB 3.5 V8     | G      |
| March F1                       | 16  | Karl Wendlinger      | March CG911      | Ilmor 2175A 3.5 V10         | G      |
| March F1                       | 17  | Emanuele Naspetti    | March CG911      | Ilmor 2175A 3.5 V10         | G      |
| Camel Benetton Ford            | 19  | Michael Schumacher   | Benetton B192    | Ford Cosworth HB 3.5 V8     | G      |
| Camel Benetton Ford            | 20  | Martin Brundle       | Benetton B192    | Ford Cosworth HB 3.5 V8     | G      |
| BMS Scuderia Italia            | 21  | JJ Lehto             | Dallara 192      | Ferrari 037 3.5 V12         | G      |
| BMS Scuderia Italia            | 22  | Pierluigi Martini    | Dallara 192      | Ferrari 037 3.5 V12         | G      |
| Minardi Team                   | 23  | Christian Fittipaldi | Minardi M192     | Lamborghini 3512 3.5 V12    | G      |
| Minardi Team                   | 24  | Gianni Morbidelli    | Minardi M192     | Lamborghini 3512 3.5 V12    | G      |
| Ligier Gitanes Blondes         | 25  | Thierry Boutsen      | Ligier JS37      | Renault RS3C 3.5 V10        | G      |
| Ligier Gitanes Blondes         | 26  | Érik Comas           | Ligier JS37      | Renault RS3C 3.5 V10        | G      |
| Scuderia Ferrari               | 27  | Jean Alesi           | Ferrari F92AT    | Ferrari 040 3.5 V12         | G      |
| Scuderia Ferrari               | 28  | Ivan Capelli         | Ferrari F92A     | Ferrari 040 3.5 V12         | G      |
| Central Park Venturi Larrousse | 29  | Bertrand Gachot      | Venturi LC92     | Lamborghini 3512 3.5 V12    | G      |
| Central Park Venturi Larrousse | 30  | Ukyō Katayama        | Venturi LC92     | Lamborghini 3512 3.5 V12    | G      |
| Sasol Jordan Yamaha            | 32  | Stefano Modena       | Jordan 192       | Yamaha OX99 3.5 V12         | G      |
| Sasol Jordan Yamaha            | 33  | Maurício Gugelmin    | Jordan 192       | Yamaha OX99 3.5 V12         | G      |
| Andrea Moda Formula            | 34  | Roberto Moreno       | Andrea Moda S921 | Judd GV 3.5 V10             | G      |
| Andrea Moda Formula            | 35  | Perry McCarthy       | Andrea Moda S921 | Judd GV 3.5 V10             | G      |

## Klassifikationen

### Qualifying
| Pos. | Fahrer               | Konstrukteur         | 1. Qualifikationstraining | 1. Qualifikationstraining | 2. Qualifikationstraining | 2. Qualifikationstraining | Start |
| Pos. | Fahrer               | Konstrukteur         | Zeit                      | Ø-Geschwindigkeit         | Zeit                      | Ø-Geschwindigkeit         | Start |
| ---- | -------------------- | -------------------- | ------------------------- | ------------------------- | ------------------------- | ------------------------- | ----- |
| 01   | Nigel Mansell        | Williams-Renault     | 1:50,545                  | 227,115 km/h              | 2:07,693                  | 196,615 km/h              | 01    |
| 02   | Ayrton Senna         | McLaren-Honda        | 1:52,743                  | 222,687 km/h              | 2:14,983                  | 185,997 km/h              | 02    |
| 03   | Michael Schumacher   | Benetton-Ford        | 1:53,221                  | 221,747 km/h              | 2:11,770                  | 190,532 km/h              | 03    |
| 04   | Riccardo Patrese     | Williams-Renault     | 1:53,557                  | 221,091 km/h              | –                         | –                         | 04    |
| 05   | Jean Alesi           | Ferrari              | 1:54,438                  | 219,389 km/h              | 2:11,360                  | 191,127 km/h              | 05    |
| 06   | Gerhard Berger       | McLaren-Honda        | 1:54,642                  | 218,998 km/h              | –                         | –                         | 06    |
| 07   | Thierry Boutsen      | Ligier-Renault       | 1:54,654                  | 218,975 km/h              | 2:12,153                  | 189,980 km/h              | 07    |
| 08   | Mika Häkkinen        | Lotus-Ford           | 1:54,812                  | 218,674 km/h              | 2:15,987                  | 184,624 km/h              | 08    |
| 09   | Martin Brundle       | Benetton-Ford        | 1:54,973                  | 218,368 km/h              | 2:12,619                  | 189,312 km/h              | 09    |
| 10   | Johnny Herbert       | Lotus-Ford           | 1:55,027                  | 218,265 km/h              | 2:16,726                  | 183,626 km/h              | 10    |
| 11   | Gabriele Tarquini    | Fondmetal-Ford       | 1:55,965                  | 216,500 km/h              | –                         | –                         | 11    |
| 12   | Ivan Capelli         | Ferrari              | 1:56,075                  | 216,295 km/h              | 2:15,529                  | 185,247 km/h              | 12    |
| 13   | Andrea de Cesaris    | Tyrrell-Ilmor        | 1:56,111                  | 216,228 km/h              | 2:11,341                  | 191,154 km/h              | 13    |
| 14   | Michele Alboreto     | Footwork-Mugen-Honda | 1:56,282                  | 215,910 km/h              | 2:14,734                  | 186,340 km/h              | 14    |
| 15   | Eric van de Poele    | Fondmetal-Ford       | 1:56,674                  | 215,184 km/h              | –                         | –                         | 15    |
| 16   | JJ Lehto             | Dallara-Ferrari      | 1:56,809                  | 214,935 km/h              | 2:12,232                  | 189,866 km/h              | 16    |
| 17   | Stefano Modena       | Jordan-Yamaha        | 1:56,889                  | 214,788 km/h              | 2:14,037                  | 187,309 km/h              | 17    |
| 18   | Karl Wendlinger      | March-Ilmor          | 1:57,039                  | 214,513 km/h              | 2:14,765                  | 186,298 km/h              | 18    |
| 19   | Pierluigi Martini    | Dallara-Ferrari      | 1:57,267                  | 214,096 km/h              | –                         | –                         | 19    |
| 20   | Bertrand Gachot      | Venturi-Lamborghini  | 1:57,330                  | 213,981 km/h              | 2:13,415                  | 188,183 km/h              | 20    |
| 21   | Emanuele Naspetti    | March-Ilmor          | 1:57,794                  | 213,138 km/h              | 2:16,618                  | 183,771 km/h              | 21    |
| 22   | Olivier Grouillard   | Tyrrell-Ilmor        | 1:57,818                  | 213,095 km/h              | 2:13,612                  | 187,905 km/h              | 22    |
| 23   | Gianni Morbidelli    | Minardi-Lamborghini  | 1:58,126                  | 212,539 km/h              | 2:23,090                  | 175,459 km/h              | 23    |
| 24   | Maurício Gugelmin    | Jordan-Yamaha        | 1:58,499                  | 211,870 km/h              | 2:15,268                  | 185,605 km/h              | 24    |
| 25   | Aguri Suzuki         | Footwork-Mugen-Honda | 1:58,826                  | 211,287 km/h              | 2:14,711                  | 186,372 km/h              | 25    |
| 26   | Ukyō Katayama        | Venturi-Lamborghini  | 1:59,383                  | 210,301 km/h              | 2:19,247                  | 180,301 km/h              | 26    |
| DNQ  | Christian Fittipaldi | Minardi-Lamborghini  | 1:59,626                  | 209,874 km/h              | –                         | –                         | –     |
| DNQ  | Roberto Moreno       | Andrea Moda-Judd     | 2:05,096                  | 200,697 km/h              | 2:24,830                  | 173,351 km/h              | —     |
| DNQ  | Perry McCarthy       | Andrea Moda-Judd     | 2:15,050                  | 185,904 km/h              | –                         | –                         | –     |
| DNQ  | Érik Comas           | Ligier-Renault       | –                         | –                         | –                         | –                         | –     |

### Rennen
| Pos. | Fahrer             | Konstrukteur         | Runden | Stopps | Zeit        | Start | Schnellste Runde |
| ---- | ------------------ | -------------------- | ------ | ------ | ----------- | ----- | ---------------- |
| 01   | Michael Schumacher | Benetton-Ford        | 44     | 2      | 1:36:10,721 | 03    | 1:53,791         |
| 02   | Nigel Mansell      | Williams-Renault     | 44     | 2      | + 36,595    | 01    | 1:55,294         |
| 03   | Riccardo Patrese   | Williams-Renault     | 44     | 2      | + 43,897    | 04    | 1:57,387         |
| 04   | Martin Brundle     | Benetton-Ford        | 44     | 2      | + 46,059    | 09    | 1:57,398         |
| 05   | Ayrton Senna       | McLaren-Honda        | 44     | 2      | + 1:08,369  | 02    | 1:54,088         |
| 06   | Mika Häkkinen      | Lotus-Ford           | 44     | 1      | + 1:10,030  | 08    | 1:55,929         |
| 07   | JJ Lehto           | Dallara-Ferrari      | 44     | 1      | + 1:38,237  | 16    | 1:56,676         |
| 08   | Andrea de Cesaris  | Tyrrell-Ilmor        | 43     | 1      | + 1 Runde   | 13    | 1:59,376         |
| 09   | Aguri Suzuki       | Footwork-Mugen-Honda | 43     | 1      | + 1 Runde   | 25    | 1:59,482         |
| 10   | Eric van de Poele  | Fondmetal-Ford       | 43     | 1      | + 1 Runde   | 15    | 1:59,097         |
| 11   | Karl Wendlinger    | March-Ilmor          | 43     | 1      | + 1 Runde   | 18    | 1:57,817         |
| 12   | Emanuele Naspetti  | March-Ilmor          | 43     | 2      | + 1 Runde   | 21    | 2:01,032         |
| 13   | Johnny Herbert     | Lotus-Ford           | 42     | 1      | DNF         | 10    | 1:56,254         |
| 14   | Maurício Gugelmin  | Jordan-Yamaha        | 42     | 1      | + 2 Runden  | 24    | 2:01,067         |
| 15   | Stefano Modena     | Jordan-Yamaha        | 42     | 1      | + 2 Runden  | 17    | 2:03,615         |
| 16   | Gianni Morbidelli  | Minardi-Lamborghini  | 42     | 0      | + 2 Runden  | 23    | 2:00,755         |
| 17   | Ukyō Katayama      | Venturi-Lamborghini  | 42     | 1      | + 2 Runden  | 26    | 1:59,914         |
| 18   | Bertrand Gachot    | Venturi-Lamborghini  | 40     | 1      | DNF         | 20    | 1:57,954         |
| –    | Thierry Boutsen    | Ligier-Renault       | 27     | 2      | DNF         | 07    | 2:16,745         |
| –    | Ivan Capelli       | Ferrari              | 25     | 1      | DNF         | 12    | 2:16,933         |
| –    | Gabriele Tarquini  | Fondmetal-Ford       | 25     | 1      | DNF         | 11    | 2:16,893         |
| –    | Michele Alboreto   | Footwork-Mugen-Honda | 20     | 1      | DNF         | 14    | 2:17,039         |
| –    | Jean Alesi         | Ferrari              | 7      | 1      | DNF         | 05    | 2:15,494         |
| –    | Olivier Grouillard | Tyrrell-Ilmor        | 1      | 0      | DNF         | 22    | 2:23,952         |
| –    | Pierluigi Martini  | Dallara-Ferrari      | 0      | 0      | DNF         | 19    | –                |
| –    | Gerhard Berger     | McLaren-Honda        | 0      | 0      | DNF         | 06    | –                |

## WM-Stände nach dem Rennen
Die ersten sechs des Rennens bekamen 10, 6, 4, 3, 2 bzw. 1 Punkt(e).

### Fahrerwertung
| Pos. | Fahrer             | Konstrukteur         | Punkte |
| ---- | ------------------ | -------------------- | ------ |
| 01   | Nigel Mansell      | Williams-Renault     | 98     |
| 02   | Riccardo Patrese   | Williams-Renault     | 44     |
| 03   | Michael Schumacher | Benetton-Ford        | 43     |
| 04   | Ayrton Senna       | McLaren-Honda        | 36     |
| 05   | Gerhard Berger     | McLaren-Honda        | 24     |
| 06   | Martin Brundle     | Benetton-Ford        | 21     |
| 07   | Jean Alesi         | Ferrari              | 13     |
| 08   | Mika Häkkinen      | Lotus-Ford           | 9      |
| 09   | Michele Alboreto   | Footwork-Mugen-Honda | 5      |
| 10   | Andrea de Cesaris  | Tyrrell-Ilmor        | 4      |
| 11   | Érik Comas         | Ligier-Renault       | 4      |
| 12   | Karl Wendlinger    | March-Ilmor          | 3      |
| 13   | Ivan Capelli       | Ferrari              | 3      |
| 14   | Pierluigi Martini  | Dallara-Ferrari      | 2      |
| 15   | Johnny Herbert     | Lotus-Ford           | 2      |
| 16   | Bertrand Gachot    | Venturi-Lamborghini  | 1      |
| 17   | JJ Lehto           | Dallara-Ferrari      | 0      |

| Pos. | Fahrer               | Konstrukteur                  | Punkte |
| ---- | -------------------- | ----------------------------- | ------ |
| 18   | Aguri Suzuki         | Footwork-Mugen-Honda          | 0      |
| 19   | Gianni Morbidelli    | Minardi-Lamborghini           | 0      |
| 20   | Thierry Boutsen      | Ligier-Renault                | 0      |
| 21   | Maurício Gugelmin    | Jordan-Yamaha                 | 0      |
| 22   | Christian Fittipaldi | Minardi-Lamborghini           | 0      |
| 23   | Olivier Grouillard   | Tyrrell-Ilmor                 | 0      |
| 24   | Ukyō Katayama        | Venturi-Lamborghini           | 0      |
| 25   | Paul Belmondo        | March-Ilmor                   | 0      |
| 26   | Emanuele Naspetti    | March-Ilmor                   | 0      |
| 27   | Eric van de Poele    | Fondmetal-Ford / Brabham-Judd | 0      |
| 28   | Damon Hill           | Brabham-Judd                  | 0      |
| 29   | Gabriele Tarquini    | Fondmetal-Ford                | 0      |
| 30   | Stefano Modena       | Jordan-Yamaha                 | 0      |
| –    | Andrea Chiesa        | Fondmetal-Ford                | 0      |
| –    | Roberto Moreno       | Andrea Moda-Judd              | 0      |
| –    | Alessandro Zanardi   | Minardi-Lamborghini           | 0      |

### Konstrukteurswertung
| Pos. | Konstrukteur         | Punkte |
| ---- | -------------------- | ------ |
| 01   | Williams-Renault     | 142    |
| 02   | Benetton-Ford        | 64     |
| 03   | McLaren-Honda        | 60     |
| 04   | Ferrari              | 16     |
| 05   | Lotus-Ford           | 11     |
| 06   | Footwork-Mugen-Honda | 5      |
| 07   | Ligier-Renault       | 4      |
| 08   | Tyrrell-Ilmor        | 4      |

| Pos. | Konstrukteur        | Punkte |
| ---- | ------------------- | ------ |
| 09   | March-Ilmor         | 3      |
| 10   | Dallara-Ferrari     | 2      |
| 11   | Venturi-Lamborghini | 1      |
| 12   | Minardi-Lamborghini | 0      |
| 13   | Jordan-Yamaha       | 0      |
| 14   | Brabham-Judd        | 0      |
| 15   | Fondmetal-Ford      | 0      |
| –    | Andrea Moda-Judd    | 0      |